# جاستن دوولي
جاستن دوولي (بالإنجليزية: Justin Dooley)‏ هو لاعب دوري الرغبي أسترالي، ولد في 23 أكتوبر 1970 في مايتلاند في أستراليا.